# Heleni Barjau i Vallmitjana
Heleni Barjau i Vallmitjana (Sant Andreu del Palomar, Barcelona, 7 de gener de 1923 - Ciutat de Mèxic, 15 de setembre de 2000) fou un tenor català destacat pels seus enregistraments de La traviata i Il trittico amb Victòria dels Àngels. Va ser conegut professionalment com a Carlo del Monte.

## Biografia
Fou fill de Felip Barjau i Riera, un militant socialista, i de Paulina Vallmitjana i Vives.
La família va migrar a Mèxic l'any 1939, segons les dades conegudes va salpar de França en el vapor Sinaia el 26 de maig de 1939, amb destinació Veracruz, Mèxic, en un viatge que transportà un total de 307 famílies cap a l'exili. Aleshores la seva professió era la d'aprenent de mecànic. La família va ser oficialment rebuda a aquella nació com a asilats polítics.
A la capital mexicana va cursar estudis a l'Escola d'Enginyers Mecànics, treballant al mateix temps a la fàbrica tèxtil d'Antoni Miracle.
Inicià els seus estudis de música al Conservatori de Música de la Ciutat de Mèxic, començant la seva carrera escènica com a comprimari al Palau de les Belles Arts, cantant, entre d'altres, el paper d'Arturo en Lucia di Lammermoor, de Gaetano Donizetti, en una representació que va tenir en els papers principals a Maria Callas i a Giuseppe Di Stefano. Més tard van arribar els rols principals al mateix teatre, com el Manrico de Il trovatore de Verdi. Gràcies a la soprano barcelonina Victòria dels Àngels, Barjau aconseguí una audició al Carnegie Hall de Nova York el novembre de 1954. Arran d'aquesta audició, es va decidir que aniria a ampliar estudis a Itàlia, a l'escola de La Scala de Milà. L'escriptor i polític Jaume Miravitlles, amic de la família, i altres residents espanyols van aportar els diners necessaris per poder fer el viatge.
A Itàlia Barjau va prendre el nom artístic de Carlo del Monte. Va actuar en diversos teatres italians, viatjant també a París per actuar-hi. Va ser pre-contractat l'any 1959 per actuar al Gran Teatre del Liceu de Barcelona, però no va arribar a formalitzar-se el contracte, entre altres raons perquè en aquell temps el Liceu no contractava fills de republicans.
L'any 1961 va tornar a la capital catalana, ara per rebre lliçons de la soprano Conxita Badia. Establert per un cert temps a Espanya, va enregistrar diverses sarsueles, incloses algunes per a la Televisió Espanyola. El 1968, després de participar en l'estrena absoluta de l'òpera Zigor de Francisco Escudero, va tornar a Mèxic. Es va retirar dels escenaris el 1970.

## Discografia (parcial)

### Sarsueles i òperes espanyoles
- Alma de Dios (1967) (fragments)
- Maruxa (1967)
- Moros y cristianos (1967)
- Zigor (1968)
- Bohemios (1969)
- El caserío (1969)
- El huésped del sevillano (1969)
- Gigantes y cabezudos (1969)
- Luisa Fernanda (1973)
- Antología de la Zarzuela (1968)
- Bohemios (1969) (vídeo)
- El caserío (1969) (vídeo)
- El huésped del sevillano (1969) (vídeo)
- Gigantes y cabezudos (1969) (vídeo)

### Òperes
- La traviata
- Gianni Schicchi